# Yellowcard
 (novembre 2023).
Yellowcard est un groupe américain de rock alternatif, originaire de Jacksonville, en Floride. En 2000, le groupe se délocalise à Los Angeles. Le groupe est mieux connu pour ses singles Ocean Avenue, Only One, et Lights and Sounds. Leur dernier album, Yellowcard, est publié le 30 septembre 2016. Le groupe joue son dernier concert le 25 mars 2017, au House of Blues d'Anaheim, en Californie. En septembre 2022, le groupe se réunit à nouveau et organise une série de concerts dont le Riot Fest à Chicago pour fêter les 20 ans de leur album Ocean Avenue.

## Historique

### Première période (1997–2008)

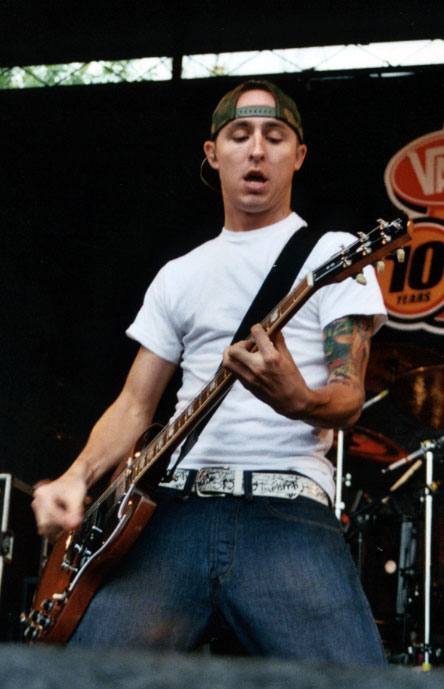
Ryan Key jouant avec Yellowcard au Warped Tour de 2004.

Le groupe est formé en 1997 dans la ville de Jacksonville, en Floride. Il est alors composé de Ben Dobson (chant), Todd Clary (chant, guitare), Ben Harper (guitare), Warren Cooke (basse), Longineu W. Parsons III (batterie), et Sean Mackin (violon), mais celui-ci ne faisait pas totalement partie du groupe. Ils sortent leur premier album, Midget Tossing, en 1997, suivi de Where We Stand la même année, et de l'EP Still Standing (2000), mais des changements interviennent. Le chanteur principal ainsi que Todd Clary quittent le groupe ; ils sont remplacés par Ryan Key. Sean Mackin est alors un membre officiel du groupe. Peu de temps après que Ryan soit intégré, celui-ci arrive à convaincre tout le groupe d'aller en Californie pour se faire connaître. En 2001, la nouvelle formation de Yellowcard enregistre son premier album, intitulé One for the Kids (2001), puis sort l'EP The Underdog EP la même année.
Le style particulier de Yellowcard est caractérisé en partie par la présence de violon dans des morceaux rock, et c'est cette idée qui fera le succès des chansons du nouveau Yellowcard, notamment dans l'album Ocean Avenue, qui les fera définitivement connaître à un public américain très enthousiaste. Néanmoins, peu avant la sortie de l'album, Pete Mosely, qui a succédé à Warren Cooke après The Underdog EP, évoque des problèmes personnels pour quitter le groupe. Il reviendra un an plus tard, en 2004, évinçant son remplaçant Alex Lewis. À la fin 2004, Ocean Avenue est certifié double-disque de platine par la RIAA, et des singles tels que Way Away, Only One, et la chanson-titre sont considérablement joués sur MTV. En 2005, Benjamin Harper, membre depuis l'origine, quitte le groupe à son tour. Il est remplacé par Ryan Mendez tandis que le groupe achève un autre album. Yellowcard finit de l'enregistrer aux alentours du 8 juillet 2005. Intitulé Lights and Sounds, il est sorti le 24 janvier 2006.
L'enregistrement du nouvel album, intitulé Paper Walls, est terminé ; ce dernier sort le 17 juillet 2007. Yellowcard met à jour sa page Myspace et propose en écoute deux nouvelles chansons, Fighting et Light Up the Sky, ce dernier qui sera le premier single de leur nouvel album. Yellowcard dévoile ensuite la pochette de Paper Walls. Une autre chanson issue du nouvel album est également disponible sur la page Myspace, elle s'intitule Five Becomes Four. Le 17 octobre 2007, Peter Mosely annonce qu'il quitte le groupe afin de poursuivre d'autres chemins. Il remercie tous les fans et assure que c'est un honneur de jouer avec Yellowcard,.
Au début de 2008, la tournée Paper Walls est interrompue et les dates européennes sont annulées. Officiellement, des problèmes familiaux rencontrés par Longineu W. Parsons III sont invoqués. En avril 2008, le groupe s'annonce officiellement en pause, mais fin 2008, le groupe joue quelques concerts acoustiques.

### Deuxième période (2009–2013)

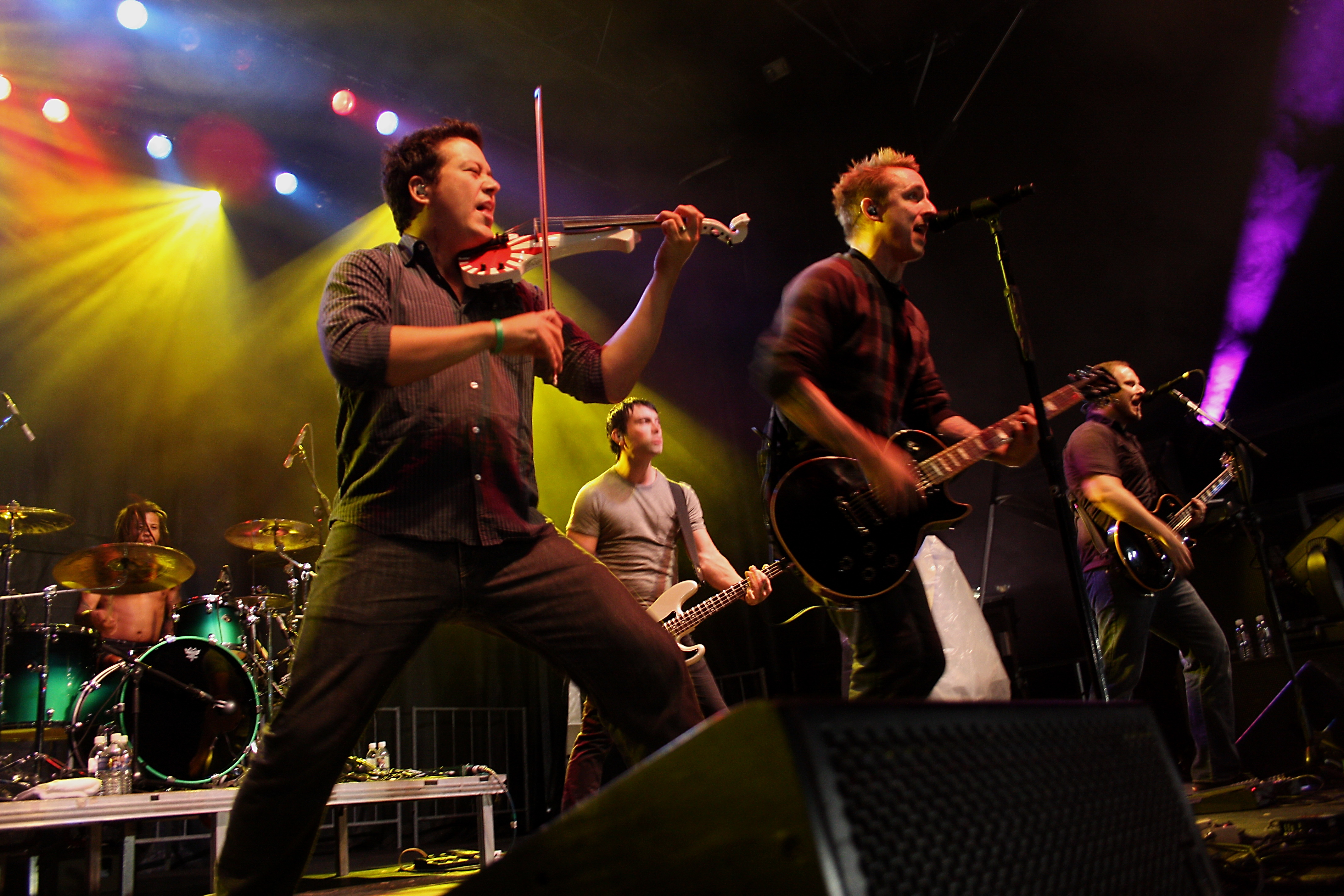
Yellowcard en 2012.

Le 22 janvier 2009, une rumeur annonce que Longineu « LP » Parsons III est le nouveau batteur de Lostprophets. Rumeur infirmée quelques jours après par le groupe, LP n'est pas le nouveau batteur.
Le 1er août 2010, Longineu Parsons annonce le retour du groupe après deux ans d'absence et la préparation d'un nouvel album qui devrait sortir en 2011. Il sera produit et mixé par Neal Avron sur le label Hopeless Records. Après plusieurs mois d'enregistrement et de création, les membres du groupe ont annoncé officiellement le 6 novembre 2010 qu'ils ont terminé de réaliser leur nouvel album. Le 13 novembre 2010, lors d'un concert à Pomona en Californie, Ryan Key a énoncé le titre du nouvel album : When You're Through Thinking, Say Yes (confirmé sur la page Facebook du groupe). Durant ce concert, le public a pu découvrir une de leurs nouvelles chansons appelée For You and Your Denial. Le 7 décembre 2010, le groupe annonce publiquement sur Facebook que leur dernier album When You're Through Thinking, Say Yes sortirait courant mars. Le 14 décembre 2010, La sortie de When You're Through Thinking, Say Yes est annoncé sur le site officiel du groupe. L'album est disponible dans le commerce depuis le 22 mars 2011. Une autre version de l'album When You're Through Thinking, Say Yes reprenant les 10 morceaux de l'album entièrement en version acoustique est publié par la suite. Pendant ce temps, ils sortent une compilation en janvier 2011.
Le 4 février 2012, le bassiste Sean O'Donnell annonce son départ de Yellowcard pour des raisons personnelles.
Deux semaines après, Yellowcard annonce sur son site officiel l'arrivée de Joshua Portman à la place de bassiste. L'album Southern Air est publié le 14 août 2012, et se classe à la 10e place du Billboard 200. Il sera bien accueilli par la presse spécialisée. Il est le deuxième album du groupe à atteindre le Top 10.
En 2013, ils annoncent leur participation au Vans Warped Tour jouant Ocean Avenue en acoustique.

### Lift a Sailet séparation (2014–2017)

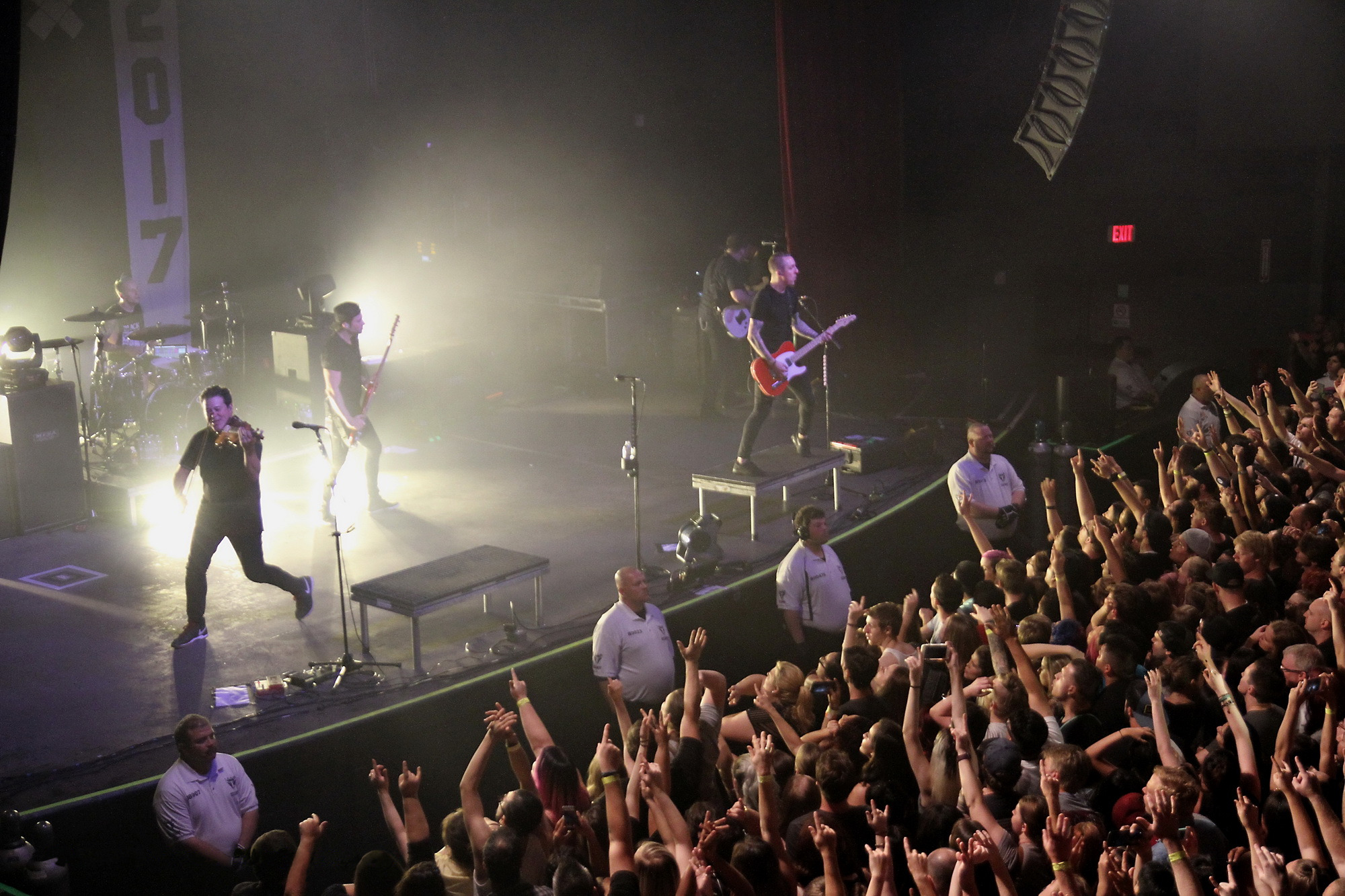
Dernier concert de Yellowcard en Arizona.

De nouveau, en mars 2014, et après 17 ans au sein du groupe, le batteur Longineu W. Parsons III quitte Yellowcard pour rejoindre un nouveau groupe en formation appelé This Legend. Le 4 août 2014, le groupe annonce un nouvel album, Lift a Sail, qui devrait comprendre 13 chansons. Ils joueront ensuite une tournée avec Memphis May Fire, et Emarosa. Leur tournée prend place aux États-Unis à la fin de 2014 et commencera une semaine après la sortie de leur nouvel album. Le 7 octobre 2014 le groupe sort son nouvel album intitulé Lift a Sail, qui s'éloigne des sonorités pop-punk habituelles du groupe ; c'est One Bedroom qui en sera le premier single.
Le groupe tourne au Royaume-Uni avec Less Than Jake à la fin 2015 et en Australie avec Mayday Parade en été 2015. Ils joueront aussi aux États-Unis avec New Found Glory entre le 18 octobre et le 22 novembre 2015. Le 24 février 2016, Hopeless Records annonce sa signature avec Yellowcard, et un nouve lalbum prévu pour fin 2016. Nate Young confirme sa participation à la batterie. Le 6 avril 2016, Ryan Key confirme sur Twitter le titre d'une des chansons à paraître sur l'album, I'm a Wrecking Ball, qui a été écrit en 2008 et enregistré avec Ryan Mendez et Dan McLintock. Le 24 juin 2016, le groupe publie le premier single extrait de l'album, Rest In Peace. Près de deux ans plus tard, le groupe sort un nouvel album annoncé comme le dernier de leur carrière, nommé Yellowcard, en date du 30 septembre 2016.
Le 6 janvier 2017, l'album Ocean Avenue, est certifié disque d'argent en Angleterre pour plus de 60 000 exemplaires écoulés[réf. nécessaire]. Le groupe joue son dernier concert le 25 mars 2017, au House of Blues d'Anaheim, en Californie.

### Post séparation et procès de Juice Wrld (2017-2021)
Après la séparation du groupe, Ryan poursuit une carrière solo avec son nom complet, William Ryan Key. Il sort trois EP et a fait des tournées où Joshua Portman et Ryan Mendez sont apparus occasionnellement. Il a aussi été membre de tournée pour le groupe New Found Glory où il était second guitariste. Il a également été présent pour le concert hommage à Chester Bennington organisé par Linkin Park en 2017.
En 2019, le groupe porte plainte contre le rappeur Juice Wrld pour plagiat. Le groupe affirme que ce dernier utilise dans sa chanson Lucid Dreams une mélodie qui est similaire à leur chanson Holly Wood Die sur leur album Light and Sound sorti en 2006. Le groupe réclame 15 millions de dollars. Cependant, après le décès du rappeur survenu le 8 décembre 2019, le groupe décide d'abandonner les poursuites l'année suivante.

### Retour, célébration de l'albumOcean Avenueet sortie deChildhood Eyes(depuis 2022)
Le 17 septembre 2022, le groupe se réunit pour participer au Riot Fest à Chicago, au Slam Dunk Festival en mai 2023 et au When We Were Young le 21 octobre 2023.
Le 14 février 2023, le groupe annonce sur ses réseaux sociaux une nouvelle tournée pour fêter les 20 ans de leur album Ocean Avenue avec des groupes comme Story of the Year, Mayday Parade, This Wild Life et Anberlin. Le 20 mai, le groupe annonce une nouvelle chanson intitulé Childhood Eyes qui sortira le 31 mai et qui apparaitra sur l'EP du même nom qui sortira le 21 juillet.

## Membres

### Derniers membres
- Ryan Key - chant (1999-2017, depuis 2022), guitare rythmique (1997, 2000-2017, depuis 2022), piano (2000-2017)
- Sean Mackin - violon, chœurs (1997-2017, depuis 2022)
- Ryan Mendez - guitare solo, chœurs (2005-2017, depuis 2022)
- Joshua Portman - basse (tournée en 2007, 2012-2017, depuis 2022)[21]

### Anciens membres
- Ben Dobson - chant (1997-2000)
- Todd Clarry - guitare, chant (1997-2001)
- Warren Cooke - basse (1997-2002)
- Alex Lewis - basse, chœurs (2003-2004)
- Ben « Jammin » Harper (actuellement avec HeyMike!) - guitare solo (1997-2005)
- Peter Mosely - basse, chœurs, piano (2002-2003, 2004-2007)
- Sean O'Donnell - basse, chœurs (2010-2012)
- Longineu W. Parsons III - batterie (1997-2014)

## Discographie

### Albums studio
- 1997 : Midget Tossing
- 1999 : Where We Stand
- 2001 : One for the Kids
- 2003 : Ocean Avenue
- 2006 : Lights and Sounds
- 2007 : Paper Walls
- 2011 : Greatest Hits Tour Edition (téléchargement uniquement)
- 2011 : When You're Through Thinking, Say Yes
- 2011 : When You're Through Thinking, Say Yes Acoustic
- 2012 : Southern Air
- 2013 : Ocean Avenue Acoustic
- 2014 : Lift a Sail (en)
- 2016 : Yellowcard

### EP
- 2000 : Still Standing EP
- 2002 : The Underdog EP
- 2009 : Deep Cuts
- 2023 : Childhood Eyes

### Albums live
- 2004 : Sessions@AOL - EP
- 2008 : Live from Las Vegas at the Palms (en)

### Singles
- 2003 : Way Away
- 2004 : Ocean Avenue
- 2004 : Only One
- 2005 : Lights and Sounds
- 2006 : Rough Landing, Holly
- 2007 : Light Up The Sky
- 2011 : For You, And Your Denial
- 2011 : Hang You Up
- 2011 : Sing for Me
- 2012 : Always Summer
- 2012 : Here I am Alive
- 2012 : Awakening
- 2014 : One Bedroom
- 2014 : Make Me So
- 2014 : Transmission Home

### DVD
- 2004 : Beyond Ocean Avenue: Live at the Electric Factory

### Autres chansons et reprises
- Everywhere (reprise de Michelle Branch)
- Firewater
- Violins (reprise de Lagwagon)
- Gifts and Curses (bande originale du film Spider-Man 2)
- Hey Mike
- Don't You Forget About Me (reprise de Simple Minds)
- All Apologies (reprise de Nirvana)
- Dumb (reprise de Nirvana)
- Butterfly (reprise de Weezer)
- Missing The War (reprise de Ben Folds Five)
- Oh, My Love (reprise de John Lennon)
- E.T. (reprise de Katy Perry)